# Törpe selyemmajom
A törpe selyemmajom (Cebuella pygmaea) az emlősök (Mammalia) osztályába a főemlősök (Primates) rendjébe és a csuklyásmajomfélék (Cebidae) családjába tartozó Cebuella nem egyetlen faja.
Ezt a majomfajt, mely a legkisebb a majmok között Spix fedezte fel Brazíliában, az Amazonas partján, Tabatinga mellett.
Korábban ezt a fajt is a Callithrix nembe sorolták.

## Előfordulása
Brazília nyugati részén, Délkelet-Kolumbiában, Ecuadorban, Peru keleti részén és Észak-Bolíviában honos.

## Alfajai
- Cebuella pygmaea pygmaea – Brazília, Kolumbia, Ecuador és Peru területén él, a hasa okkersárga
- Cebuella pygmaea niveiventris – a Rio Solimnes folyótól délre él, brazil, perui és bolíviai őserdőkben, a melle és a hasa fehér színű

## Megjelenése
11–15 centiméter hosszú, farka 17–22 centiméter, tömege 100–150 gramm.
A legkisebb majomfaj. A főemlősök között is csak az egérmakik kisebbek nála.
Szőrzete barnás aranybarna feketén tarkázva, lábai vörösessárgák. Hátán, az oldalon, illetve combon végződő sötét csíkok futnak keresztben. A fej és az arc hosszú szőrszálai sörényt alkotnak. Füle kicsi, és a többi selyemmajom fajjal ellentétben – melyek hosszú fülpamacsot viselnek – a fejet borító sörényszerű szőrzet teljesen eltakarja. Farka gyűrűs. A szőrszálak töve fekete, közepe vörösessárga, a hegye felé feketés, majd fehér. A hátsó végtagok jóval hosszabbak a mellsőknél, ez lehetővé teszi számukra az ágak közötti erőteljes ugrásokat, a gyors mászást. A nagylábujjak kivételével valamennyi ujj végén éles karmok találhatók.

## Életmódja

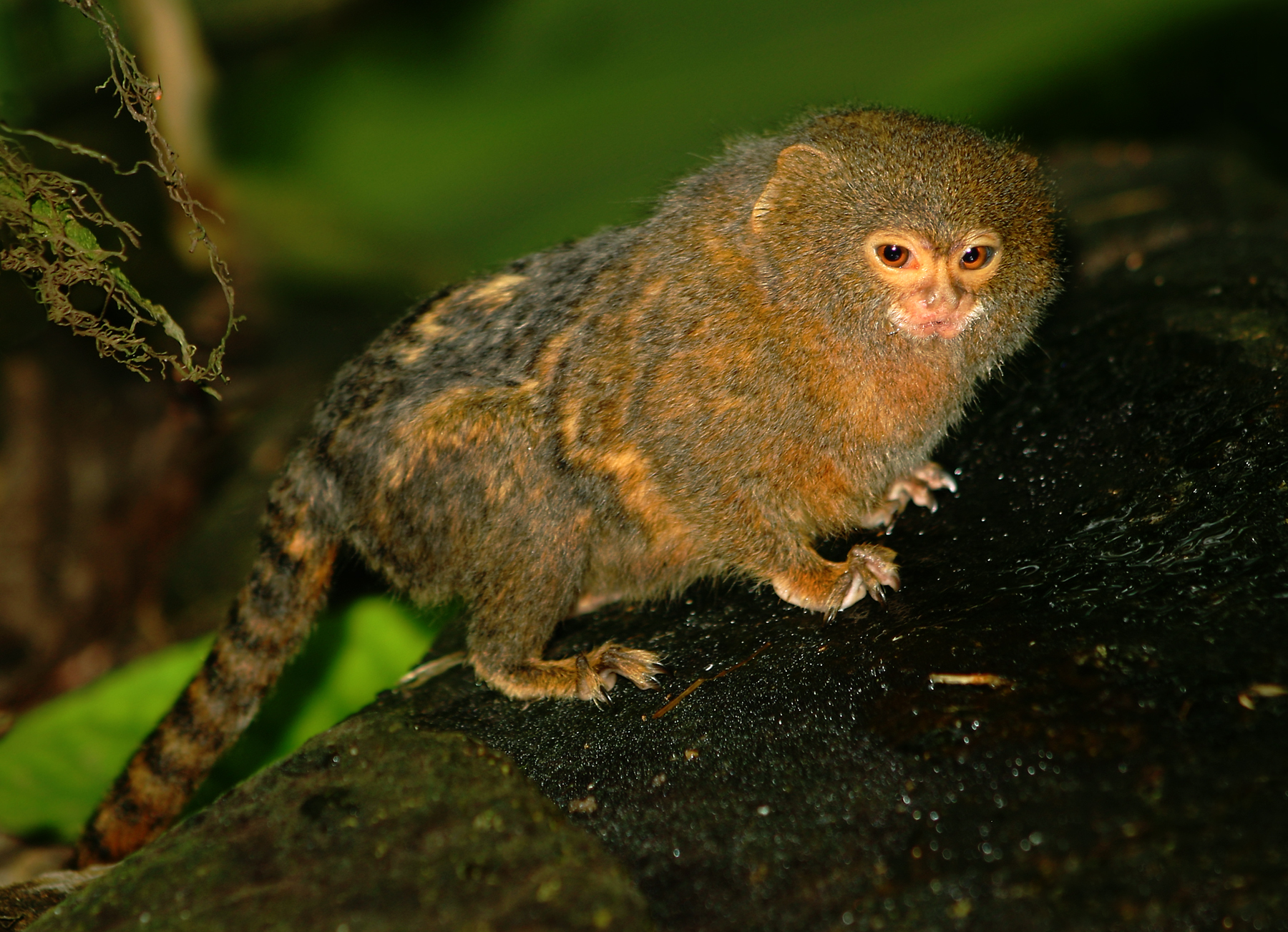

A törpe selyemmajom főképp a folyóparti és az ártéri erdőket kedveli, ahol sok nő a kedvenc mézgatermő fáiból.

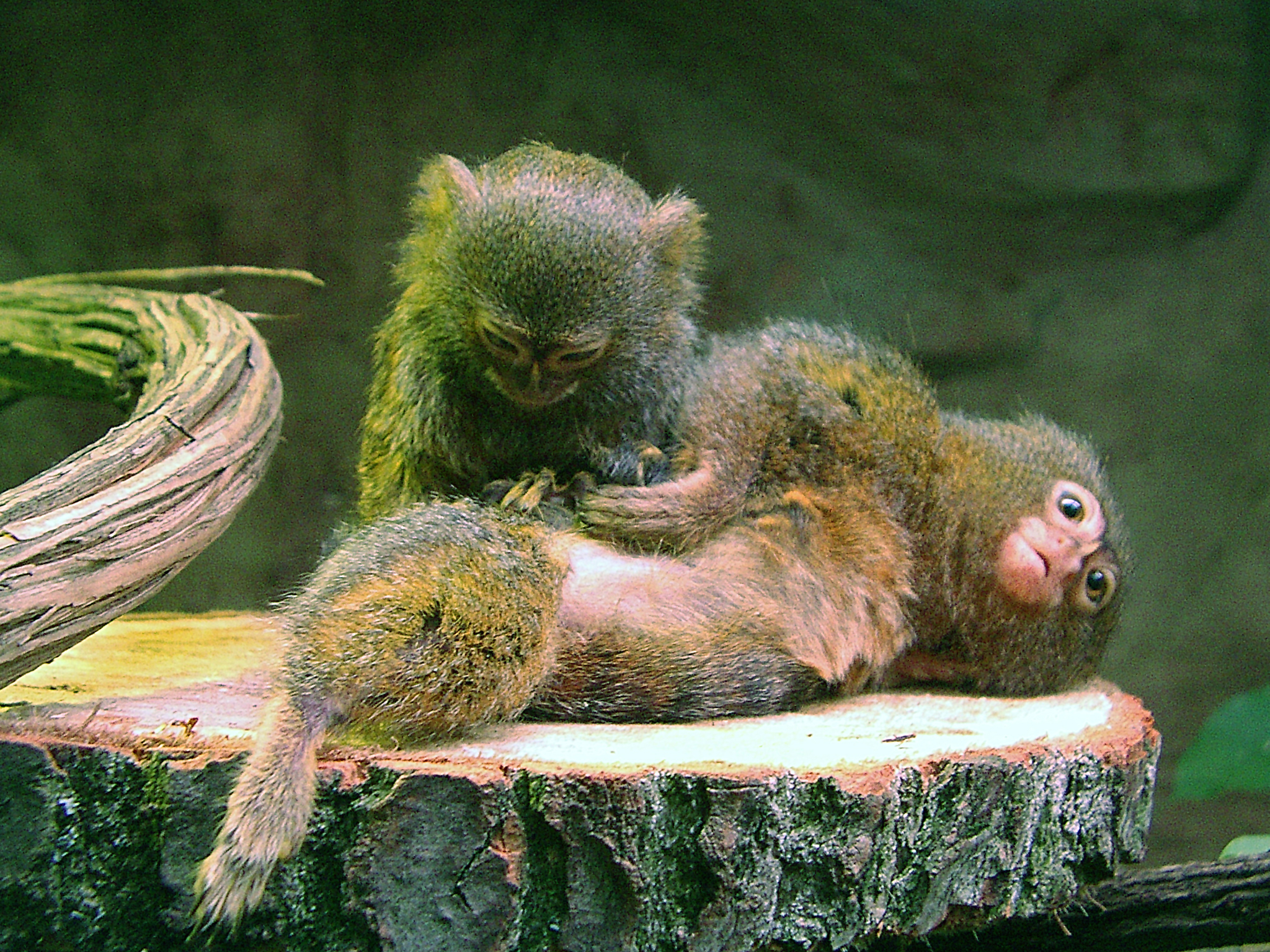

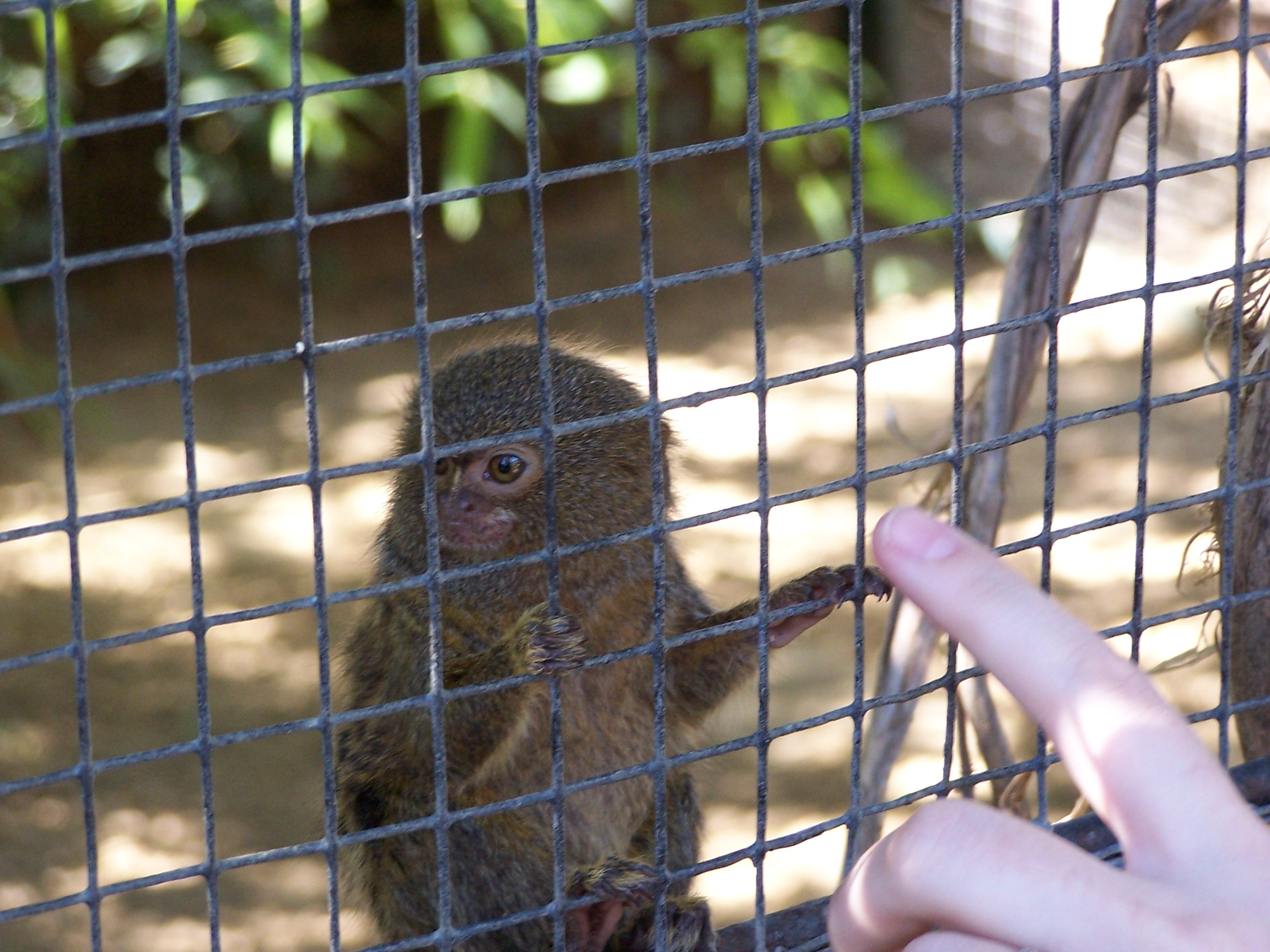

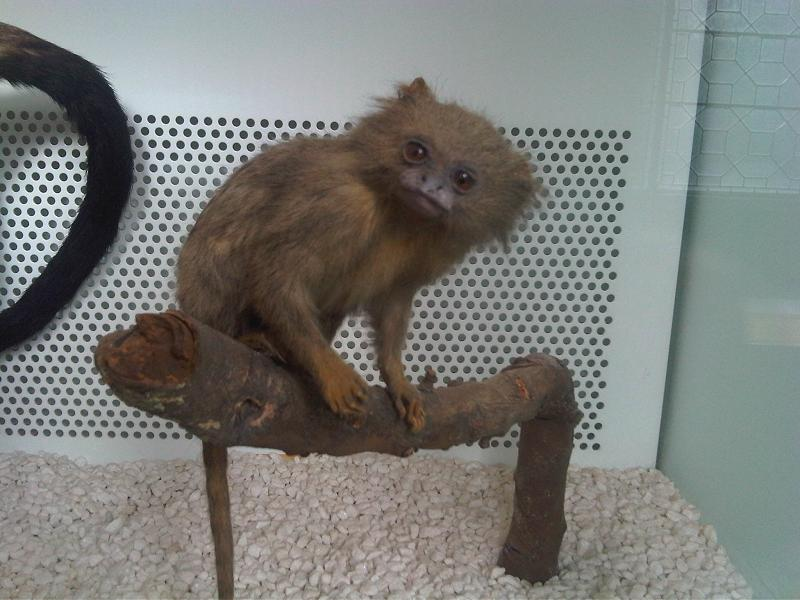
Kitömött törpe selyemmajom a londoni Természettudományi Múzeumban

Könnyű testsúlya miatt a vékony ágakon is biztonságosan mozoghat, ahová a rá vadászó ragadozók nem tudják követni. Szükség esetén gyors futásra is képes, és rejtő színei segítségével igen jól beleolvad környezetébe, ahol 4-20 fős kolóniákat alkot, melyek többnyire egyetlen szülőpárból és azok különböző korú utódjaiból állnak.
A csoportok az éjszakát a sűrű bozótban vagy egy fa odvában töltik, a nap legnagyobb részében pedig egyik gyümölcstermő fáról vándorolnak a másikra. A karmosmajmok többségéhez hasonlóan főként a magasabb fákon mozog. Kis mérete miatt ki tud mászni a vékonyabb ágakra is.
Nagyon aktív állatok. Néhány órás alvástól eltekintve egész nap tevékenyen mozognak, és idejük nagy részét táplálékszerzéssel, társaikkal való játékkal, veszekedéssel töltik. Kedvenc táplálékuk a fák nedve. Pengeéles metszőfogaikkal átrágják a fák kérgét, és a kibuggyanó nedveket nyalogatják fel. Ez a faj fogyasztja a legtöbb fanedvet a családból. Emellett fogyaszt rovarokat és pókokat is. Táplálékának viszont nagyon kis részét alkotják csak a gyümölcsök.

## Szaporodása
A nőstények az év bármely szakában fogamzóképesek, de egy-egy szaporodási ciklusban csak egyetlen nőstény lesz vemhes a csoportban. A többi egyed az utódnevelésben segédkezik. Az ivarzó nőstény gyakran több hímmel is párosodik. 140 napos vemhesség után általában két kölyköt hoz világra. A törpe selyemmajmoknál rendkívül ritka, amikor csupán egyetlen utód születik.
A magatehetetlen újszülöttek a kifejlett egyedekhez képest meglehetősen nagyok, súlyuk mintegy 15 gramm. Az első két hétben anyjuk testébe kapaszkodva szopnak. 14-20 nap után a kölyköket a csoport többi tagja – gyakran egy kifejlett hím – cipeli tovább és egyre gyakrabban vesznek magukhoz szilárd eleséget. Körülbelül 90 nap elteltével képesek önállóan gondoskodni magukról.
Ekkor biztonságosan közlekednek a faágak között. Ivarérettségüket kétéves korukra érik el.
Fogságban körülbelül 5-8 évet élnek. Leghosszabb ismert élettartama 11 év.

## Természetvédelmi helyzete
Elterjedési területén belül viszonylag gyakori faj.
Fogságban gyakran tartott faj. Jelenleg Magyarországon a Fővárosi Állat- és Növénykertben, a Tropicariumban, a Szegedi Vadasparkban és a Pécsi Állatkertben látható.